# 前田綾
前田 綾（まえだ あや、1974年12月25日 - ）は、日本の舞台女優。演劇集団キャラメルボックス所属。東京都出身。身長172cm、血液型はA型。所属事務所はヘリンボーン。夫は元同劇団員の細見大輔。
関東国際高校演劇科卒業後、ネビュラプロジェクトの制作部を経て1995年演劇集団キャラメルボックス入団。同期は大内厚雄。(夫の細見大輔も同期入団)

## 主な出演

### 映画
- 緑の街（監督:小田和正）

### テレビドラマ
- Eテレ・ジャッジ女子会プロレス#5 (2016年、Eテレ) - 三上靖子役

### ラジオドラマ
- 旅猫リポート(2014年、青春アドベンチャー)

### 舞台

#### 演劇集団キャラメルボックス
太字は主演・メインキャスト
- 『TWO』（1996年、トモエ）
- 『ケンジ先生』（1996年・1998年、ソラコ/2013年、シラキ) - 2013年は山猫キャスト
- 『不思議なクリスマスのつくりかた』（1996年、マーシー）
- 『サンタクロースが歌ってくれた』（1997年、ハナ）
- 『銀河旋律』（1999年、クサカベ）
- 『MIRAGE』（2000年、久美子） - 岡内美喜子とダブルキャスト
- 『また逢おうと竜馬は言った』(2000年、石倉/2016年、小久保)
- 『エトランゼ』（2001年、小名浜）
- 『ミスター・ムーンライト〈月光旅人〉』（2001年、千草/かすみ） - 小川江利子とダブルキャスト
- 『ブリザード・ミュージック』(2001年、あゆみ/2014年、水沢)
- 『四月になれば彼女は』（2002年、のぞみ）
- 『裏切り御免!』（2002年、ゆきの）
- 『アローン・アゲイン』（2003年、あおい）
- 『ヒトミ』（2004年、典子）
- 『ブラック・フラッグ・ブルーズ』（2004年、レイ） - 坂口理恵とダブルキャスト
- 『スキップ』（2004年、新田の母/島原）
- 『スケッチブック・ボイジャー』（2005年、夕顔） - 真柴あずきとダブルキャスト
- 『ミス・ダンデライオン』（2006年・2010年、北田／武子）
- 『猫と針』（2007年、タカハシユウコ）
- 『サボテンの花』（2007年、稲川美津子）
- 『水平線の歩き方』（2008年・2011年・2015年、阿部）
- 『君の心臓の鼓動が聞こえる場所』(2008年)
- 『さよならノーチラス号』(2009年、真弓)
- 『エンジェル・イヤーズ・ストーリー』（2009年、白神律花）
- 『バイ・バイ・ブラックバード』（2010年、柳瀬はつみ）
- 『サンタクロースが歌ってくれた』（2010年、すずこ）
- 『水平線の歩き方』（2011年、阿部）
- 『流星ワゴン』（2011年、武藤智子）
- 『容疑者Xの献身』（2012年、金子芹香）
- 『広くてすてきな宇宙じゃないか』（2012年、サイゴウ／ヨシダ先生） - トリプルキャスト
- 『キャロリング』（2012年、折原柊子）
- 『ナミヤ雑貨店の奇蹟』（2013年、皆月良子/川辺ミドリ）
- 『ウルトラマリンブルー・クリスマス』（2013年、辺見忠子）
- 『あなたがここにいればよかったのに』（2014年、長山莢子）
- 『鍵泥棒のメソッド』（2014年、水嶋翔子/綾子）
- 『時をかける少女』(2015年、尾道直美)
- 『君をおくる』(2015年、先輩)
- 『きみがいた時間ぼくのいく時間』(2016年、柿沼純子)
- 『フォーゲット・ミー・ノット』(2016年、柿沼純子)
- 『水平線の歩き方』(2022年、アサミ)
- 『ナナメウシロのカムパネルラ』（2025年）[2]

#### 客演
- 『ありがとうサボテン先生』（2002年） - 中村先生役
- 『ピッピ』（2006年） - 教師役
- 『TRAIN-TRAIN』（2011年、LEMON LIVE）
- 多田直人案第1回発表会『ごー』(2012年)
- 『ブレーメンの怪人』（2012年、ナ・ポリプロピレン プロデュース） - 声の出演
- 『おれたちともだち その2』(2013年、絵本演劇ユニットBOOWHOWOOL)
- 『旅猫リポート』(2013年、スカイロケット) - チカコ/コースケ母/美人先生/婦長役
- 『こんにちは アンデルセンさん』(2014年、絵本演劇ユニットBOOWHOWOOL)

## ナレーション

### TV
- 神戸三田 プレミアムアウトレット（関西ローカル）

### ムービー塾
- 蔵方透「実用日本語会話」

### 店頭用VP
- メルシャン

### ラジオCM
- エクスペディア

## 参考
1. ↑  “前田綾”.   演劇集団キャラメルボックス. 2021年6月27日閲覧。
2. ↑  “40周年のキャラメルボックスが記念公演、成井豊「人が人を想う気持ちを客席で見届けて」”. ステージナタリー.   ナターシャ (2025年6月10日). 2025年6月10日閲覧。